# Synagoga w Dolních Kounicach
Synagoga w Dolních Kounicach (cz. Synagoga v Dolních Kounicích) – bożnica tradycji ortodoksyjnej zbudowana w latach 1652–1656 w centralnej części nowego getta – żydowskiej dzielnicy w Dolních Kounicach.
Dwukondygnacyjny budynek synagogi wzniesiono na planie prostokąta, w stylu barokowym. W połowie XIX wieku dobudowano babiniec dla kobiet. We wczesnym 1940 roku, hitlerowcy zamknęli synagogę dla celów religijnych a wyposażenie wysłano do Pragi, do tworzonego Muzeum Wymarłej Rasy. Po zakończeniu wojny synagoga była użytkowana jako magazyn. W 1991 roku, synagogę odzyskała gmina żydowska w Brnie, a w 1994 roku została gruntownie wyremontowana.
Obecnie w synagodze znajduje się muzeum żydowskie z niewielką kolekcją judaików oraz służy jako sala wystawowa sztuki żydowskiej.

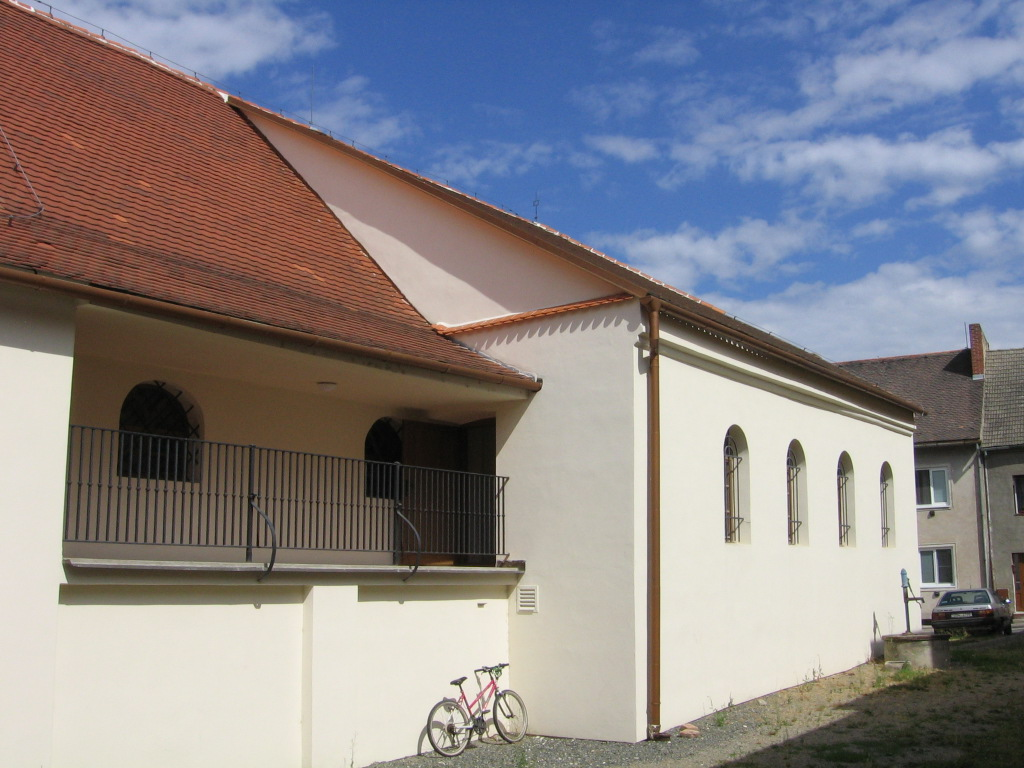
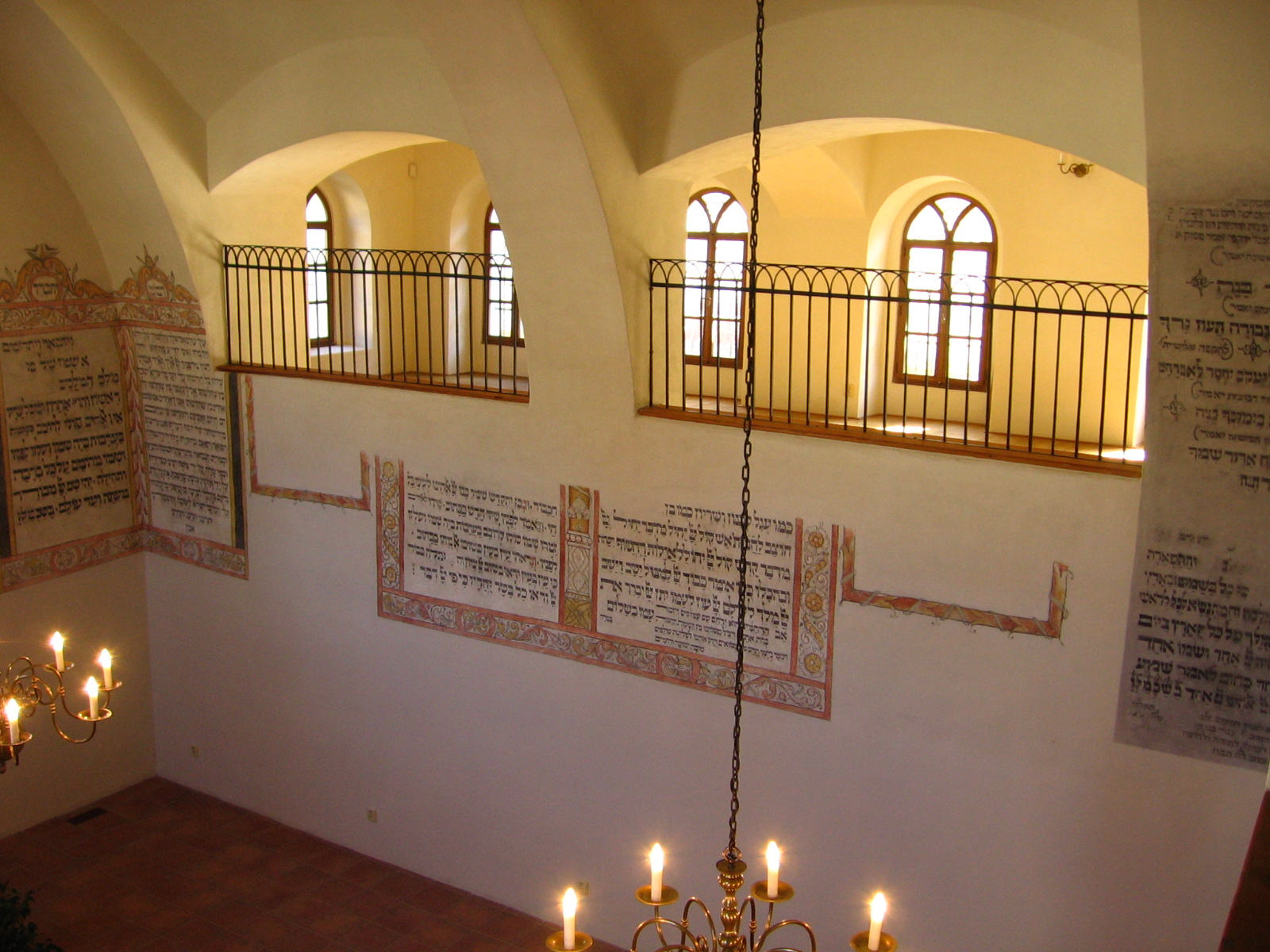
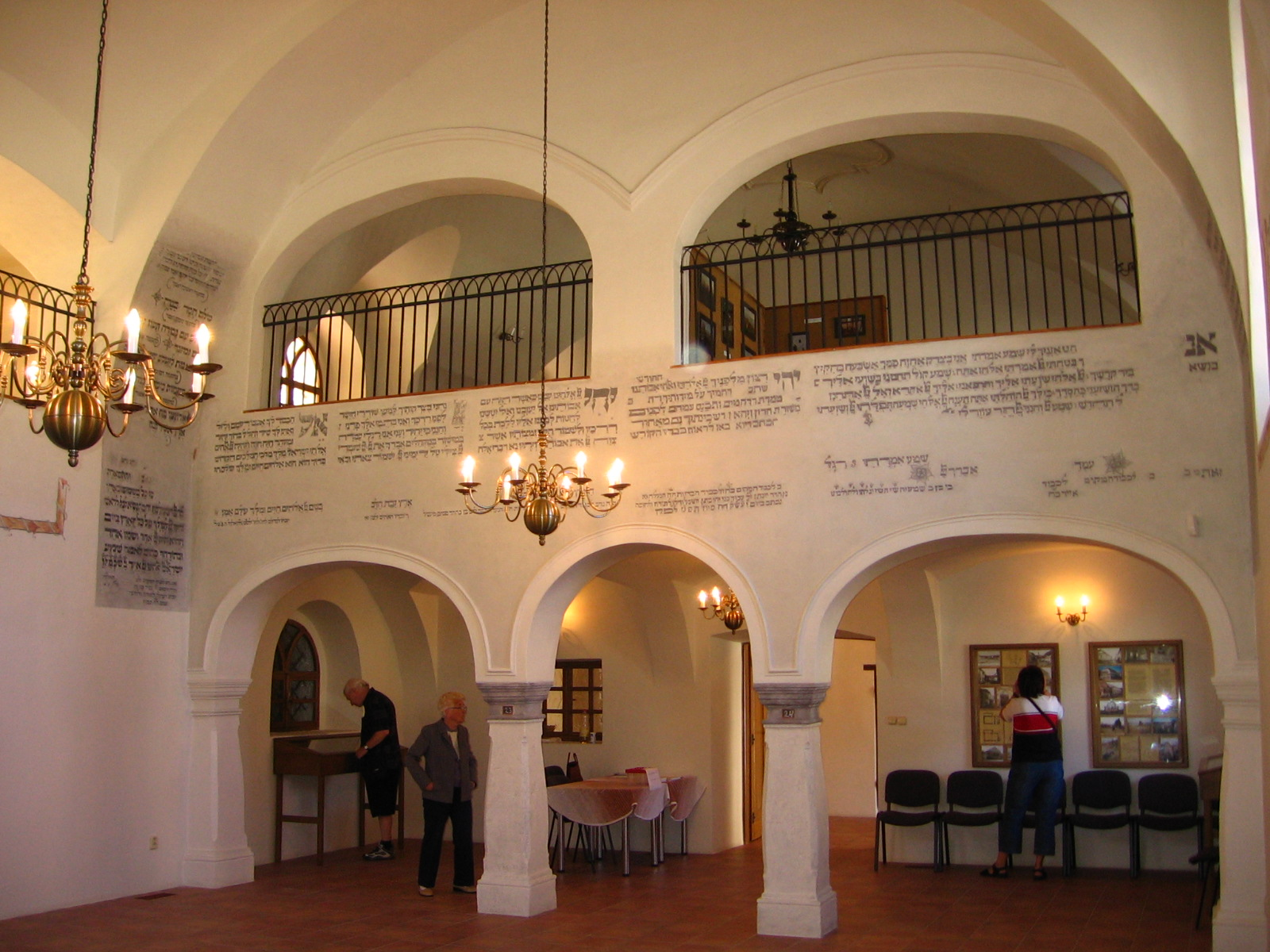
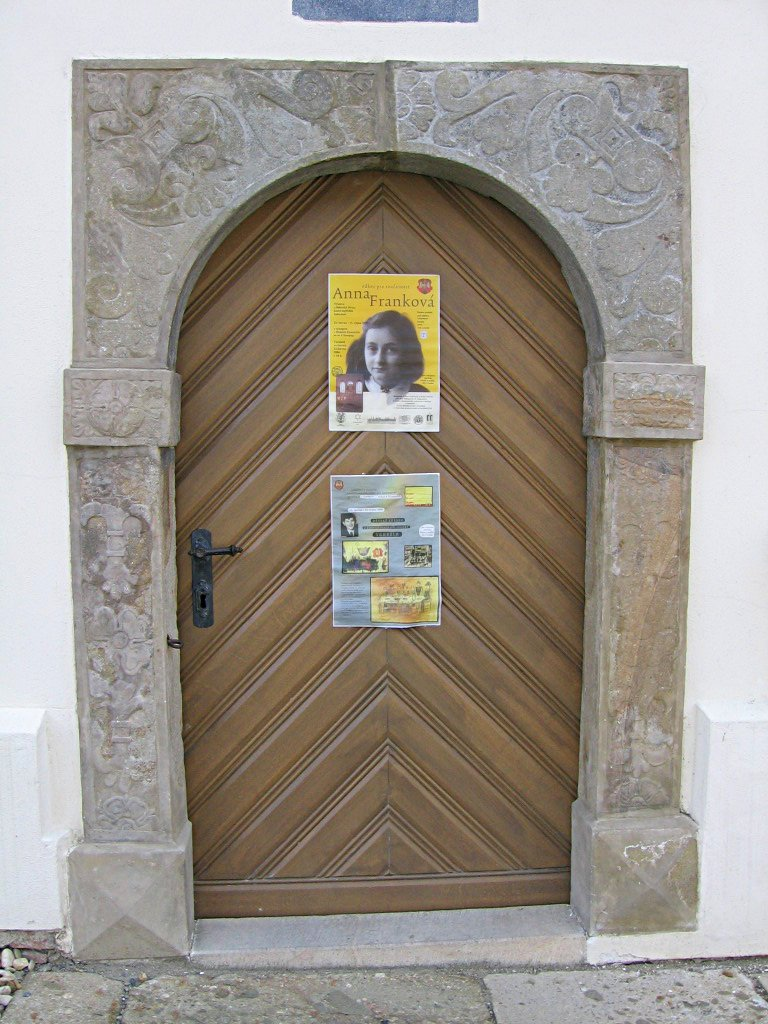
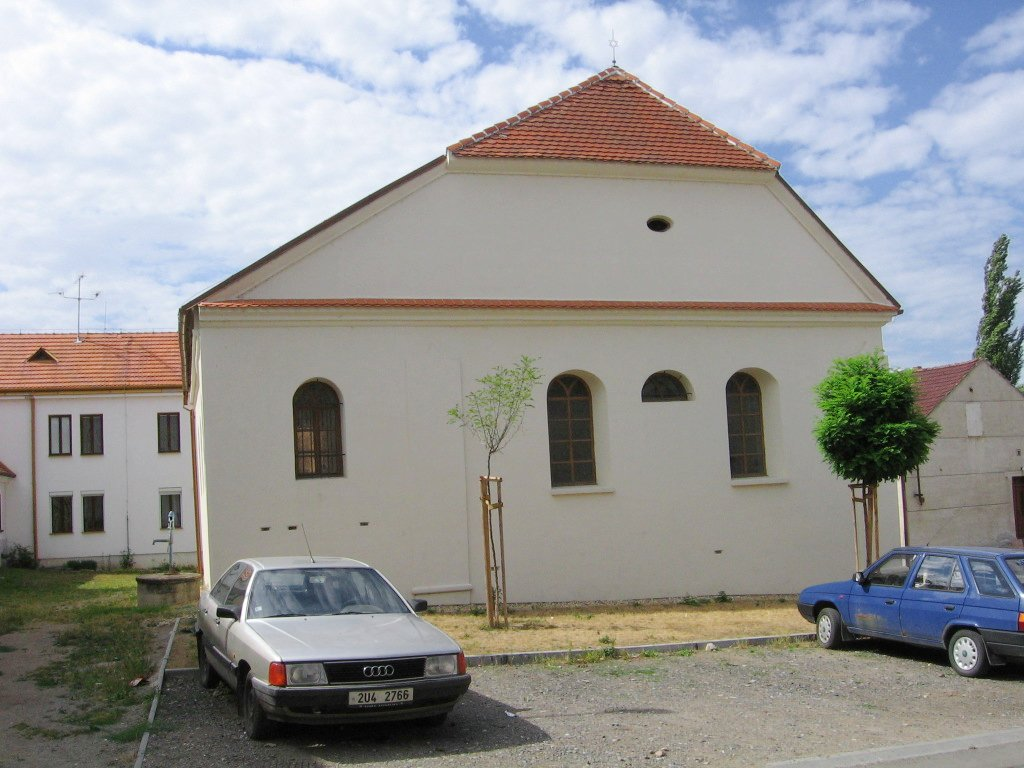
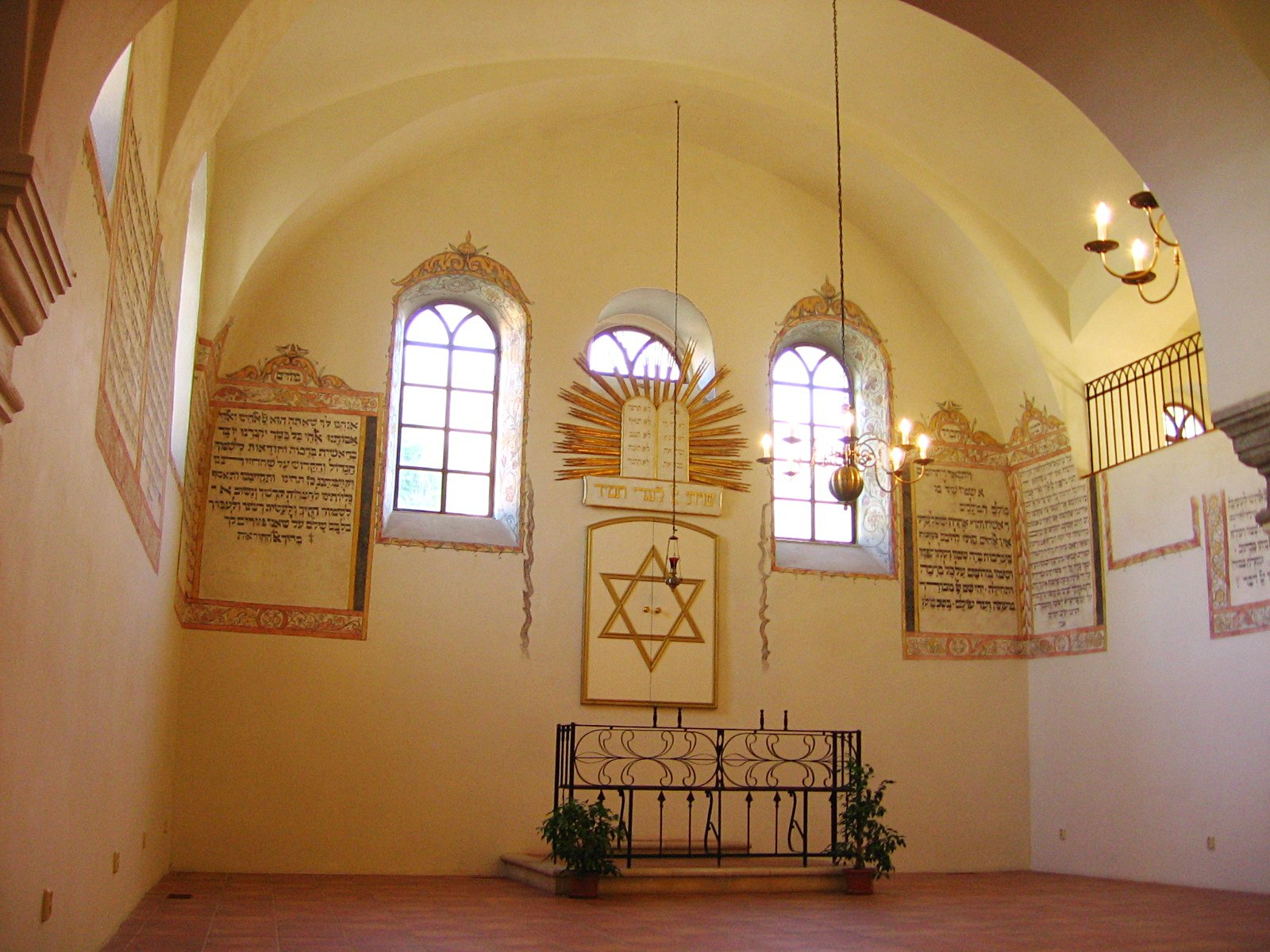